# Stuart Thurgood
Stuart Thurgood (sinh ngày 4 tháng 11 năm 1981) là một cầu thủ bóng đá người Anh.

## Sự nghiệp câu lạc bộ
Stuart Thurgood đã từng chơi cho Shimizu S-Pulse.